# Quảng Hán
Quảng Hán (chữ Hán giản thể:广汉市) là một thành phố cấp huyện thuộc địa cấp thị Đức Dương, tỉnh Tứ Xuyên, Cộng hòa Nhân dân Trung Hoa. Thành phố này có diện tích 538 ki-lô-mét vuông, dân số 590.000 người. Mã số bưu chính là 618300. Chính quyền thành phố đóng tại trấn Lạc Thành. Về mặt hành chính, thành phố này được chia thành 20 trấn, 4 hương.
- Trấn: Lạc Thành, Kim Luân, Hưng Long, Nam Phong, Tân Hoa, Tiểu Hán, Liên Sơn, Tùng Lâm, Kim Ngư, Hòa Hưng, Tam Thủy, Vạn Phúc, Tân Phong, Hướng Dương, Quảng Hưng, Tam Tinh, Tân Bình, Cao Biền, Tây Cao.
- Hương: Bắc Ngoại, Tây Ngoại, Đông Nam, Song Tuyền.

Kinh tế chủ yếu là du lịch, đặc biệt là di tích Tam Tinh Đôi; dược phẩm và vật liệu xây dựng.
Đại học Hàng không Quảng Hán đóng vai trò quan trọng trong việc đào tạo về hàng không ở Trung Quốc.